# Сосновка (Дунаевецкий район)
Сосновка (укр. Соснівка) — село в Дунаевецком районе Хмельницкой области Украины.
Население по переписи 2001 года составляло 167 человек. Почтовый индекс — 32465. Телефонный код — 3858. Занимает площадь 0,879 км². Код КОАТУУ — 6821888002.

## История
В 1946 г. указом ПВС УССР село Сцыборы переименовано в Сосновку.

## Местный совет
32465, Хмельницкая обл., Дунаевецкий р-н, с. Сивороги